# نادي هانجرفورد تاون
نادي هانجرفورد تاون (بالإنجليزية: .Hungerford Town F.C)‏ هو نادٍ لكرة القدم يقع مقره في هانجرفورد، باركشير، بإنجلترا.